# Fireball (песен)
Fireball е пъровото парче от едноименния албум на британската хардрок група Deep Purple. Това е вторият сингъл на групата, издаден през 1971 г.
Песента започва с шум от климатик, който постепенно заглъхва и започват барабаните. Fireball не е типична песен за Deep Purple, тъй като в нея няма китарно соло. Вместо това има бас соло, а песента свършва със затихване.
Това е единствената (дотогава) песен на групата, в която барабаниста Иън Пейс използва двоен бас педал. Когато се изпълнява на живо, човек от екипа донася още един бас педал за изпълнението на песента и го маха, когато тя приключи. За това Fireball не се изпълнява много често на живо. Въпреки това по време на турнето за албума Rapture of the Deep, то е включено в повечето плейлисти.
На б-страната са "Demon's Eye" (в англиското издание) и "Anyone's Daughter" (в американското).